# Andy Warhol's Velvet Underground featuring Nico
Andy Warhol's Velvet Underground featuring Nico è una compilation della rock band statunitense The Velvet Underground, pubblicata nel 1971.
Contiene selezioni dai primi tre album in studio della band. Pubblicato originariamente come doppio LP, la copertina e la custodia interna apribile presentano imitazioni dei dipinti di bottiglie di Coca-Cola di Andy Warhol, ma sono attribuiti ad altri artisti sulla copertina posteriore dell'album.
Il gruppo non era molto famoso nel Regno Unito nel 1971, ma Andy Warhol era invece una celebrità grazie alla rappresentazione della sua commedia Pork e i cinema underground proiettavano con successo Heat and Trash; per capitalizzare l'interesse venne pubblicato nel Regno Unito questo album con brani provenienti dai primi due album della band che Warhol aveva gestito per poco più di un anno dal 1966 al 1967.

## Tracce
1. I'm Waiting For The Man – 4:37
2. Candy Says – 4:09
3. Run, Run, Run – 4:18
4. White Light/White Heat – 2:44
5. All Tomorrow's Parties – 5:55
6. Sunday Morning – 2:53
7. I Heard Her Call My Name – 4:05
8. Femme Fatale – 2:35
9. Heroin – 7:05
10. Here She Comes Now – 2:00
11. There She Goes Again – 2:30
12. Sister Ray – 17:00
13. Venus In Furs – 5:07
14. European Son – 7:40
15. Pale Blue Eyes – 5:40
16. Black Angel's Death Song – 3:10
17. Beginning To See The Light – 4:48